# Осаки, Сатоси
Сатоси Осаки (яп. 大崎悟史; род. 12 апреля 1983 или 4 июня 1976, Сакаи, Осака) — японский легкоатлет, специалист по бегу на длинные дистанции и марафону. Выступал за сборную Японии по лёгкой атлетике в 2000-х годах, бронзовый призёр Азиатских игр в Дохе, участник и призёр многих крупных международных соревнований на шоссе.

## Биография
Сатоси Осаки родился 4 июня 1983 года в городе Сакаи префектуры Осака, Япония.
Во время учёбы в старшей школе Сэйфу три года подряд принимал участие в национальных межшкольных эстафетных гонках экидэн. Позже поступил в Университет Яманаси Гакуин, где продолжил активно заниматься лёгкой атлетикой, неоднократно стартовал на различных студенческих соревнованиях, в частности добился определённых успехов на Экидэне Хаконэ. По окончании университета устроился на работу в частную компанию NTT West-Kansai, при этом состоял в корпоративной легкоатлетической команде и продолжал прогрессировать как бегун.
В 2000 году с результатом 2:13:49 занял 14 место на Марафоне озера Бива.
В 2001 году стал девятым на Наганском марафоне (2:18:25) и тринадцатым на Фукуокском марафоне (2:16:08).
В 2002 году финишировал пятым на Гонконгском марафоне (2:16:46) и вторым на марафоне в Хофу (2:09:38).
В 2003 году занял 13 место на Берлинском марафоне (2:12:08).
В 2004 году стал серебряным призёром Токийского марафона (2:08:46), уступив на финише только кенийцу Даниэлю Ндженге. Помимо этого, отметился несколькими удачными выступлениями на дорожке, на дистанциях 5000 и 10 000 метров, а в концовке сезона показал второй результат на Фукуокском марафоне (2:10:56), где пропустил вперёд соотечественника Цуёси Огату.
В 2006 году был третьим на Марафоне озера Бива (2:10:49). Попав в основной состав японской национальной сборной, побывал на Азиатских играх в Дохе, откуда привёз награду бронзового достоинства, выигранную в марафоне.
В 2007 году бежал марафон на домашнем чемпионате мира в Осаке, с результатом 2:18:06	занял итоговое шестое место.
Весной 2008 года на Марафоне озера Бива пришёл к финишу третьим и установил свой личный рекорд в данной дисциплине — 2:08:36. Благодаря этому удачному выступлению удостоился права защищать честь страны на летних Олимпийских играх в Пекине, должен был стартовать в программе мужского марафона, однако из-за травмы так и не вышел на старт.
Вернувшись с пекинской Олимпиады, Осаки долго восстанавливался от травмы, затем в 2011 году он возобновил спортивную карьеру и в течение последующих лет принял участие ещё в нескольких крупных стартах. Так, в марте 2013 года с результатом 2:17:38 занял 31 место на Марафоне озера Бива.